# Автомобиль угнали
Автомобиль угнали — роман английской писательницы Эли Спаркс. Книга рассказывает о 12-летнем гениальном ребёнке Джеке Маттингли и его дружбе с угонщиком автомобиля «Toyota Prius» его родителей. Книга вошла в шорт-лист детской книжной премии «Red House» 2017 года в категории «Книга для читателей старшего возраста».

## Сюжет
Двенадцатилетний Джек Маттингли и его родители заезжают на автозаправку. Джек был один в машине, когда машину угоняет грабитель банков Росс, который не заметил мальчика на заднем сиденье.
Обнаружив Джека, Росс выбрасывает его из машины, но потом возвращается, чтобы спасти, когда понимает, что у мальчика астма и ему нужен ингалятор. Когда Джек засыпает, Россу звонит его криминальный авторитет Джеймс Ширер, который требует с него 100 000 фунтов стерлингов. Джек подслушивает разговор и начинает рассказывать Россу, как полиция найдёт его и арестует.
Тем временем родители Джека обращаются в полицию, которая выясняет личность Росса.
Машина врезается в овраг, Джек и Росс выживают. Джеймс Ширер отправляет видеосообщение с задыхающимся мужчиной на телефон Росс. Росс объясняет, что это его младший брат Стюарт, который украл деньги у Джеймса Ширера. Чтобы спасти своего брата, Россу нужно отдать Ширеру 100 000 фунтов стерлингов за освобождение своего брата. Вскоре Россу приходит в голову, что Джек может помочь ему спасти Стюарта.
Когда Джек и Росс проходят через торфяные болота, Джек объясняет ущерб, который они наносят окружающей среде и рассказывает грабителю историю своей жизни. Они находят дом, в который заходят. Здесь Джек рассказывает о своей маме, и Росс сравнивает её со своей ужасной мамой, которая бросила его с братом. 
Они выходят на обочину дороги, чтобы остановить грузовик. Вскоре они останавливают поляка по имени Януш, который соглашается подвезти их. Приходит сообщение о пропаже мальчика, и Джек по радио слышит истерику своей мамы...